# Endlicheria krukovii
Endlicheria krukovii är en lagerväxtart som först beskrevs av A. C. Smith, och fick sitt nu gällande namn av André Joseph Guillaume Henri Kostermans. Endlicheria krukovii ingår i släktet Endlicheria och familjen lagerväxter. Inga underarter finns listade i Catalogue of Life.